# Myrtilos
Myrtilos (latinsky Myrtilus) je v řecké mytologii synem boha Herma.
Byl vozatajem krále Oinomaa v élidské Píse.
Možná svému králi dlouho poctivě sloužil, ale před poslední jízdou ho zradil: na přání Pelopa, který se ucházel o ruku Oinomaovy dcery Hippodameie, uvolnil zákolník v ose vozu, kolo těsně před cílem vypadlo a král se zabil. Jiné verze ale uvádějí, že ho podplatila sama Hippodameia, která se moc chtěla za Pelopa provdat.
Dlouho se však z ničeho po činu neradoval. Pelops totiž v něm jednak viděl nepohodlného svědka, jednak prý se Myrtilos dožadoval tučné odměny, dokonce chtěl získat půl království, jiní si šuškali, že dokonce obtěžoval Hippodameiu. Takže v krátké době se mu přihodila „nehoda“, Pelops ho shodil se skály.
Která z pohnutek byla ta nejzásadnější, je už těžko říci, pravdou ale je, že Myrtilos stačil před svou smrtí Pelopa a celé jeho pokolení proklít. O završení kletby dbal jeho otec, bůh Hermés. Stalo se tedy, že násilnou smrtí sešli ze světa Pelopovi synové Átreus a Thyestés a v dalším pokolení i mykénští králové Agamemnón a Aigisthos.